# Loomis (Dakota del Sur)
Loomis es un lugar designado por el censo ubicado en el condado de Davison en el estado estadounidense de Dakota del Sur. En el Censo de 2010 tenía una población de 34 habitantes y una densidad poblacional de 58,09 personas por km².

## Geografía
Loomis se encuentra ubicado en las coordenadas 43°47′35″N 98°6′13″O / 43.79306, -98.10361. Según la Oficina del Censo de los Estados Unidos, Loomis tiene una superficie total de 0.59 km², de la cual 0.59 km² corresponden a tierra firme y (0%) 0 km² es agua.

## Demografía
Según el censo de 2010, había 34 personas residiendo en Loomis. La densidad de población era de 58,09 hab./km². De los 34 habitantes, Loomis estaba compuesto por el 94.12% blancos, el 0% eran afroamericanos, el 0% eran amerindios, el 0% eran asiáticos, el 0% eran isleños del Pacífico, el 0% eran de otras razas y el 5.88% pertenecían a dos o más razas. Del total de la población el 2.94% eran hispanos o latinos de cualquier raza.